# پالوان‌تاش
پالوان‌تاش (به ازبکی: Palvantash) یک منطقهٔ مسکونی در ازبکستان است که در شهرستان مرحمت واقع شده‌است. پالوان‌تاش ۵٬۴۴۵ نفر جمعیت دارد.